# 15a etapa del Tour de França de 2014
La 15a etapa del Tour de França de 2014 es disputà el diumenge 20 de juliol de 2014 sobre un recorregut de 222 km entre les localitats franceses de Talard i Nimes.
El vencedor de l'etapa fou el noruec Alexander Kristoff (Team Katusha) que s'imposà a l'esprint a Heinrich Haussler (IAM Cycling) i Peter Sagan (Cannondale), després de neutralitzar als dos escapats del dia, el neozelandès Jack Bauer (Garmin-Sharp) i el suís Martin Elmiger (IAM Cycling), a manca de 25 metres per l'arribada.

## Recorregut
Etapa plana, sense cap dificultat muntanyosa, però sí alguns tobogans en la primera part d'etapa, que serveix per abandonar els Alps i acostar-se a la vall del Roine, amb final a Nimes. L'únic esprint del dia es troba a La Galine, al quilòmetre 175,5.

## Desenvolupament de l'etapa
Al segon quilòmetre d'etapa Martin Elmiger (IAM Cycling) decidí atacar i tres quilòmetres més tard se li unia Jack Bauer (Garmin-Sharp). Els dos escapats aconseguiren una màxima diferència de 8' 50" al quilòmetre 26, moment en què els equips dels esprintadors van passar a liderar el gran grup per controlar i reduir la diferència. Al quilòmetre 156 mantenien 4' 15", 1' 45" a manca de 50 quilòmetres i un minut a manca de 10. Els escapats entraren al darrer quilòmetre amb poc més de 10 segons, però finalment foren superats a menys de 50 metres per l'arribada. Alexander Kristoff (Team Katusha) fou el vencedor final, la segona etapa d'aquesta edició, per davant Heinrich Haussler (IAM Cycling) i Peter Sagan (Cannondale).

## Resultats

### Classificació de l'etapa
|    | Ciclista                   | Equip                        | Temps      |
| -- | -------------------------- | ---------------------------- | ---------- |
| 1  | Alexander Kristoff (NOR)   | Team Katusha                 | 4h 56' 43" |
| 2  | Heinrich Haussler (AUS)    | IAM Cycling                  | m. t.      |
| 3  | Peter Sagan (SVK)          | Cannondale                   | m. t.      |
| 4  | André Greipel (GER)        | Giant-Shimano                | m. t.      |
| 5  | Mark Renshaw (AUS)         | Omega Pharma-Quick Step      | m. t.      |
| 6  | Bryan Coquard (FRA)        | Team Europcar                | m. t.      |
| 7  | Ramūnas Navardauskas (LTU) | Garmin-Sharp                 | m. t.      |
| 8  | Romain Feillu (FRA)        | Bretagne-Séché Environnement | m. t.      |
| 9  | Michael Albasini (SUI)     | Orica-GreenEDGE              | m. t.      |
| 10 | Jack Bauer (NZL)           | Garmin-Sharp                 | m. t.      |

### Punts atribuïts
| 1r  | Martin Elmiger (SUI)   | IAM Cycling             | 20 pts |
| 2n  | Jack Bauer (NZL)       | Garmin-Sharp            | 17 pts |
| 3r  | Bryan Coquard (FRA)    | Team Europcar           | 15 pts |
| 4t  | Mark Renshaw (AUS)     | Omega Pharma-Quick Step | 13 pts |
| 5è  | Peter Sagan (SVK)      | Cannondale              | 11 pts |
| 6è  | Sylvain Chavanel (FRA) | IAM Cycling             | 10 pts |
| 7è  | Elia Viviani (ITA)     | Cannondale              | 9 pts  |
| 8è  | Andrí Hrivko (UKR)     | Astana Qazaqstan Team   | 8 pts  |
| 9è  | Maciej Bodnar (POL)    | Cannondale              | 7 pts  |
| 10è | Amaël Moinard (FRA)    | BMC Racing Team         | 6 pts  |
| 11è | Maxim Iglinskiy (KAZ)  | Astana Qazaqstan Team   | 5 pts  |
| 12è | Michael Schär (SUI)    | BMC Racing Team         | 4 pts  |
| 13è | Dmitriy Gruzdev (KAZ)  | Astana Qazaqstan Team   | 3 pts  |
| 14è | Bartosz Huzarski (POL) | NetApp-Endura           | 2 pts  |
| 15è | Marcus Burghardt (GER) | BMC Racing Team         | 1 pt   |

| 1r  | Alexander Kristoff (NOR)   | Team Katusha                 | 45 pts |
| 2n  | Heinrich Haussler (AUS)    | IAM Cycling                  | 35 pts |
| 3r  | Peter Sagan (SVK)          | Cannondale                   | 30 pts |
| 4t  | André Greipel (GER)        | Lotto-Belisol                | 26 pts |
| 5è  | Mark Renshaw (AUS)         | Omega Pharma-Quick Step      | 22 pts |
| 6è  | Bryan Coquard (FRA)        | Team Europcar                | 20 pts |
| 7è  | Ramūnas Navardauskas (LTU) | Garmin-Sharp                 | 18 pts |
| 8è  | Romain Feillu (FRA)        | Bretagne-Séché Environnement | 16 pts |
| 9è  | Michael Albasini (SUI)     | Orica-GreenEDGE              | 14 pts |
| 10è | Jack Bauer (NZL)           | Garmin-Sharp                 | 12 pts |
| 11è | Marcel Kittel (GER)        | Giant-Shimano                | 10 pts |
| 12è | Bernhard Eisel (AUT)       | Team Sky                     | 8 pts  |
| 13è | Samuel Dumoulin (FRA)      | AG2R La Mondiale             | 6 pts  |
| 14è | José Joaquín Rojas (ESP)   | Movistar Team                | 4 pts  |
| 15è | Niki Terpstra (NED)        | Omega Pharma-Quick Step      | 2 pts  |

## Classificacions a la fi de l'etapa

### Classificació general
|    | Ciclista                     | Equip                   | Temps       |
| -- | ---------------------------- | ----------------------- | ----------- |
| 1  | Vincenzo Nibali (ITA)        | Astana Qazaqstan Team   | 66h 49' 37" |
| 2  | Alejandro Valverde (ESP)     | Movistar Team           | + 4' 37"    |
| 3  | Romain Bardet (FRA)          | AG2R La Mondiale        | + 4' 50"    |
| 4  | Thibaut Pinot (FRA)          | FDJ                     | + 5' 06"    |
| 5  | Tejay van Garderen (USA)     | BMC Racing Team         | + 5' 49"    |
| 6  | Jean-Christophe Péraud (FRA) | AG2R La Mondiale        | + 6' 08"    |
| 7  | Bauke Mollema (NED)          | Belkin Pro Cycling Team | + 8' 33"    |
| 8  | Leopold König (CZE)          | NetApp-Endura           | + 9' 32"    |
| 9  | Laurens ten Dam (NED)        | Belkin Pro Cycling Team | + 10' 01"   |
| 10 | Pierre Rolland (FRA)         | Team Europcar           | + 10' 48"   |

### Classificació per punts
|    | Ciclista                 | Equip         | Punts   |
| -- | ------------------------ | ------------- | ------- |
| 1r | Peter Sagan (SVK)        | Cannondale    | 402 pts |
| 2n | Bryan Coquard (FRA)      | Team Europcar | 226 pts |
| 3r | Alexander Kristoff (NOR) | Team Katusha  | 217 pts |

### Classificació de la muntanya
|    | Ciclista                | Equip                 | Punts  |
| -- | ----------------------- | --------------------- | ------ |
| 1r | Joaquim Rodríguez (CAT) | Team Katusha          | 88 pts |
| 2n | Rafał Majka (POL)       | Team Tinkoff-Saxo     | 88 pts |
| 3r | Vincenzo Nibali (ITA)   | Astana Qazaqstan Team | 87 pts |

### Classificació del millor jove
|    | Ciclista                 | Equip                   | Temps       |
| -- | ------------------------ | ----------------------- | ----------- |
| 1r | Romain Bardet (FRA)      | AG2R La Mondiale        | 66h 54' 27" |
| 2n | Thibaut Pinot (FRA)      | FDJ                     | + 16"       |
| 3r | Michał Kwiatkowski (POL) | Omega Pharma-Quick Step | + 14' 34"   |

### Classificació per equips
|    | Equip                   | Temps        |
| -- | ----------------------- | ------------ |
| 1r | AG2R La Mondiale        | 200h 46' 47" |
| 2n | Belkin Pro Cycling Team | + 12' 42"    |
| 3r | Team Sky                | + 38' 32"    |

## Abandonaments
No es produí cap abandonament.